# John Quincy Adams
Pour les articles homonymes, voir John Adams et Adams.
John Quincy Adams, né le 11 juillet 1767 à Braintree (Massachusetts) et mort le 23 février 1848 à Washington, D.C., est un homme d'État américain, sixième président des États-Unis pour un unique mandat de 1825 à 1829.
Successivement militant du Parti fédéraliste puis du Parti républicain-démocrate, fils de John Adams, deuxième président des États-Unis, il a été élu grâce à la multiplication des candidatures, ayant auparavant été secrétaire d'État (ministre des Affaires étrangères) de James Monroe. S’il est considéré comme l’un des meilleurs ambassadeurs américains du début du XIXe siècle, missionné aux Pays-Bas, au Portugal, en Prusse, en Russie puis au Royaume-Uni, puis l’un des meilleurs représentants à la Chambre, sa faible implication dans les affaires fédérales à la tête de l'exécutif n'a pas laissé d'empreinte marquante dans la conscience populaire américaine.
Il est cependant commémoré pour avoir réussi à rembourser une partie de la dette américaine, promu l'éducation et modernisé l'économie des États-Unis. Après sa présidence, il est par ailleurs membre du Parti national-républicain, du Parti anti-maçonnique et enfin du Parti whig.

## Biographie
John Quincy Adams naît le 11 juillet 1767 à Braintree, Massachusetts. Il est le fils d'Abigail Adams (née Smith) et de John Adams, le deuxième président des États-Unis.
Il fait une partie de ses études à l’université de Leyde aux Provinces-Unies, alors qu’il accompagne son père venu négocier des traités de paix et de commerce auprès des cours européennes dont la France et la Grande-Bretagne et d'Irlande. À l’âge de 14 ans il accompagne comme secrétaire Francis Dana (en) envoyé en mission diplomatique à Saint-Pétersbourg, afin de faire reconnaître les États-Unis à Catherine II. Pendant ce séjour sur le vieux continent, il visitera également la Finlande, la Suède, et le Danemark, et y apprendra le français, le néerlandais et des notions d'allemand.
Il est diplômé en droit de l’université Harvard. Admis au barreau il commence à pratiquer à Boston. Il est nommé ambassadeur ou ministre plénipotentiaire auprès des Provinces-Unies en 1794, auprès du Portugal le 30 mai 1796 et de la Prusse en 1797.
Élu au Sénat du Massachusetts en 1802, il le sera également au Sénat des États-Unis où il siège de 1803 à 1808, pour le Parti fédéraliste. Il quitte cette formation pour intégrer le Parti démocrate-républicain. En 1809, il est nommé ambassadeur en Russie puis en 1814 auprès du Royaume-Uni de Grande-Bretagne et d'Irlande. Il est membre de la commission qui négocie le traité de Gand la même année, traité qui met fin à la guerre de 1812 entre les États-Unis et le Royaume-Uni, assiste à Paris au retour de Napoléon pendant les Cent Jours, et est secrétaire d'État de l'Union dans le cabinet du président James Monroe entre 1817 et 1825.
Le 2 novembre 1824, l’élection présidentielle est la première où les votes populaires sont totalisés au niveau national. John Quincy Adams arrive deuxième derrière le général Andrew Jackson. Ce dernier obtient aussi le meilleur score lors du vote du Collège électoral mais, du fait de la présence de trois autres candidats, il n’obtient pas de majorité absolue. C’est la Chambre des représentants qui, à la surprise générale, votera finalement le 1er décembre en faveur d’Adams.

### Présidence

#### 1825
Il est investi le 4 mars 1825 et devient le sixième président des États-Unis, succédant à James Monroe. Son père, l'ancien Président John Adams, décède l'année suivante.

#### 1828
4 juillet : le jour anniversaire de l’indépendance deux cérémonies se déroulent, l’une à Baltimore pour la pose de la voie ferrée qui reliera Baltimore à l’Ohio et la seconde à Washington où le président Adams commence à creuser le canal reliant Washington à l’Ohio. Long de 300 km, il sera utilisé pendant quelques années avant d’être détrôné par le chemin de fer.

#### Politique étrangère
Bien que rompu à la diplomatie dès son plus jeune âge, Adams n’a pas été à l’origine d’actions importantes pendant son mandat à la fois parce qu’il avait résolu beaucoup de problèmes pendant qu’il était ministre des Affaires étrangères dans le gouvernement de James Monroe, mais aussi en raison de l’opposition d’Andrew Jackson pendant sa présidence.

#### Politique intérieure
Adams croyait que les États composant l’Union devaient être interdépendants et que chacun d’eux devait se spécialiser dans un domaine. Dans l’un de ses discours au Congrès il souhaite créer une université nationale, une banque nationale etc. ce qui déplaît fortement aux représentants des États qui, de plus, considèrent qu’il n’a pas été élu à une majorité suffisante pour avoir le droit de se lancer dans de grands projets.
Il signe aussi une loi instituant de nouveaux droits de douane qui handicape les États du Sud et lui vaudra de ne pas être réélu. En Amérique, il est connu pour avoir été l'un des opposants les plus résolus à la franc-maçonnerie. En 1834, il participa à l'élection pour le poste de gouverneur du Massachusetts sous les couleurs du Parti anti-maçonnique, sans succès.

#### Politique partisane
Andrew Jackson reçoit plus de votes populaires et plus de votes du Collège électoral que John Quincy Adams lors de l’élection de 1824. Comme il n’arrive pas à obtenir la majorité, c’est la Chambre des représentants qui désigne Adams à la présidence. Lorsque Adams désigne Henry Clay, l’un des candidats à la présidence, en tant que ministre des Affaires étrangères, les partisans de Jackson y voient le résultat d’un arrangement destiné à priver leur héros de sa victoire. L’opposition à la politique d’Adams restera virulente pendant tout son mandat jusqu’à l’élection de 1828 d’où Andrew Jackson sortira, cette fois là, victorieux.

### Poursuite de la carrière politique

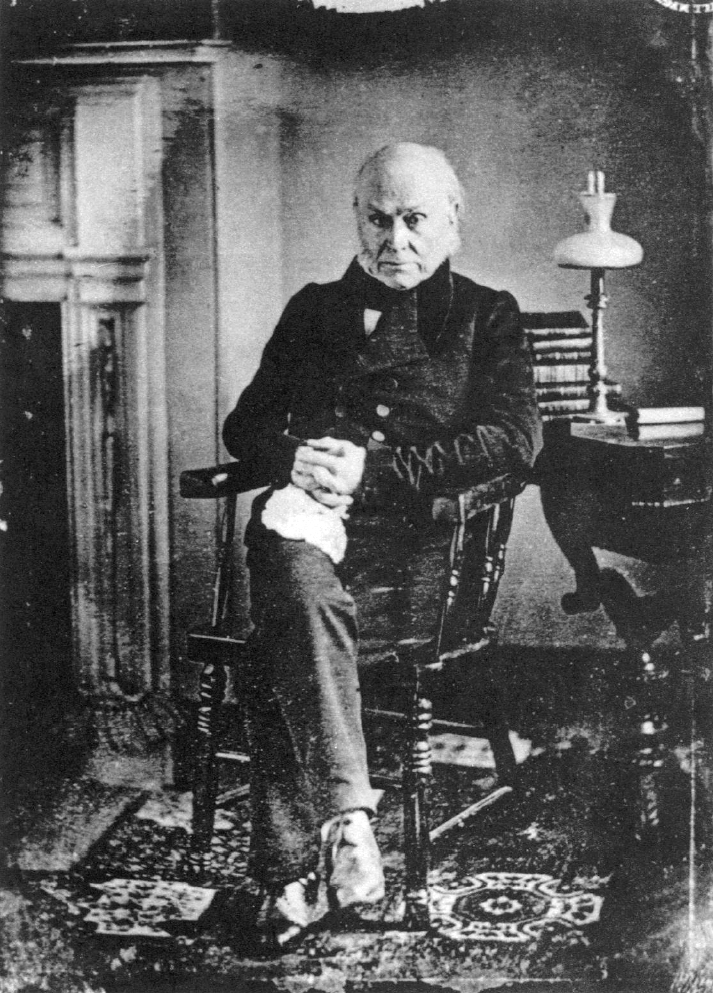
John Quincy Adams, en 1843. Ceci est la toute première photographie d'un ancien président américain.

John Quincy Adams continue sa carrière politique après 1828 : tout d'abord au Parti anti-maçonnique puis au Parti whig, qu'il contribue à fonder vers 1833-1834. Élu à la Chambre des représentants en 1831, il y reste jusqu'à sa mort, le 23 février 1848. Il brigue également le mandat de gouverneur du Massachusetts en 1834 mais ne pourra l'obtenir. En 1841, il défend devant la Cour suprême le cas des Africains du navire espagnol La Amistad qui en avaient pris le contrôle alors qu'ils étaient transportés comme esclaves illégaux. Menacés d'expulsion vers l'Espagne, ils seront finalement libérés.

## Vie privée
John Quincy Adams est le fils de John Adams, le 2e Président. Cette situation ne se reproduira que deux siècles plus tard : George W. Bush, le 43e Président, est le fils de George H. W. Bush, le 41e Président.
En 1797, il épousa Louisa Catherine Johnson, née à Londres, où il l'avait rencontrée en 1794.
Le fils de John Quincy Adams, Charles Francis Adams, Sr., a également fait carrière dans la politique.
En 1825, le président John Quincy Adams, partisan de la laïcité, a prêté serment sur un recueil de lois et non sur la Bible comme cela s'est généralisé dans les prestations de serment américaines, alors qu'aucun texte constitutionnel n'évoque des livres religieux pour les serments,,.

## Dans la culture populaire

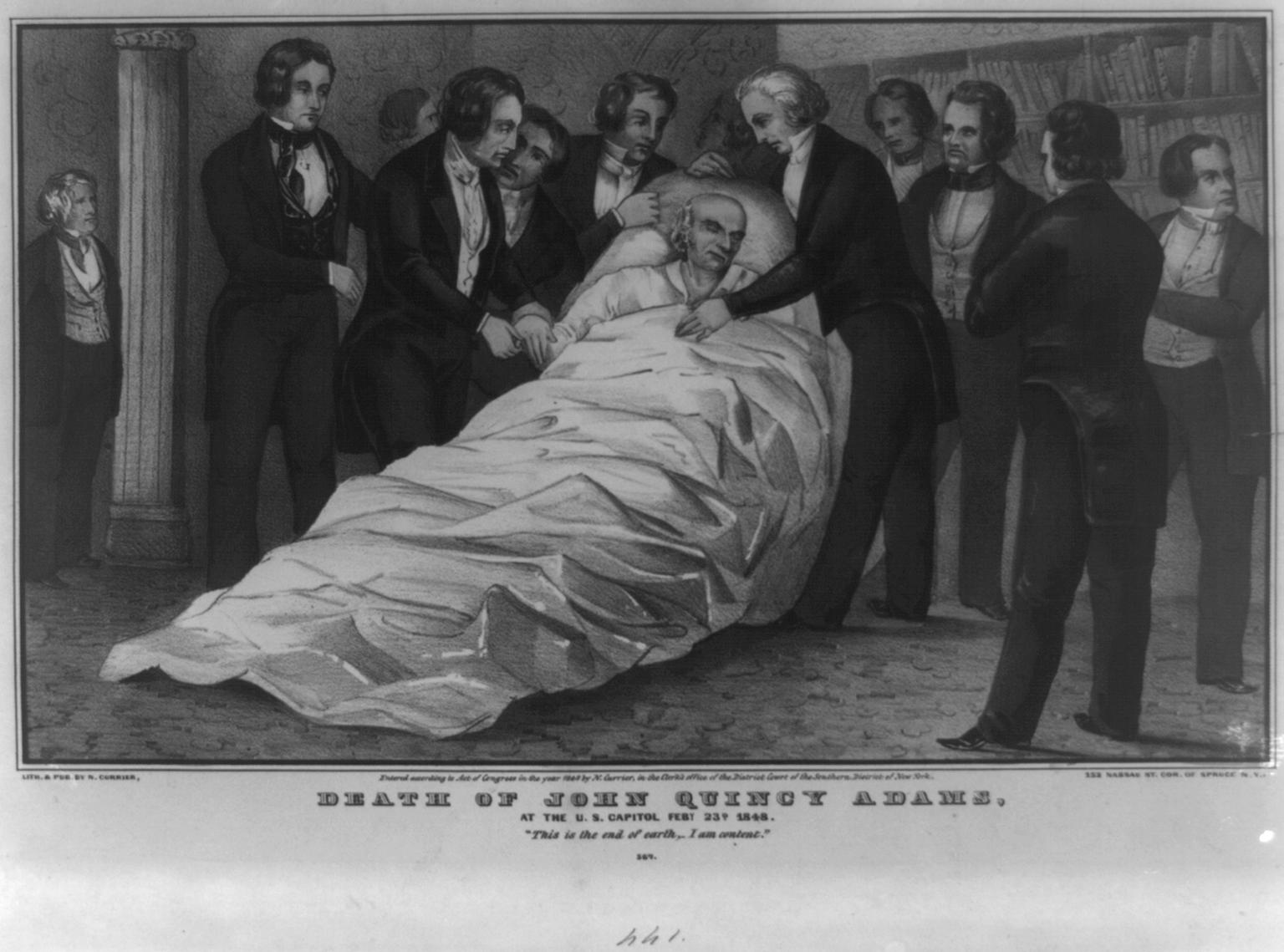
Mort de John Quincy Adams.

Dans le film américain de 2001, How High (Étudiants en herbe au Québec), les deux protagonistes principaux, Silas et Jamal, déterrent le cadavre de John Quincy Adams afin de le fumer, pour obtenir de meilleures notes à l'université Harvard.
Il apparaît également dans le film Amistad, réalisé par Steven Spielberg en 1997, sous les traits d'Anthony Hopkins. Ce film tiré de faits réels raconte la rébellion de plusieurs esclaves africains à bord du navire négrier, L'Amistad, qui les emmène en captivité. Trompés par le capitaine, les esclaves mènent le bateau au large des États-Unis où ils sont arrêtés alors qu'ils espéraient faire voile vers les côtes de l'actuelle Sierra Leone dont ils sont originaires. La bataille judiciaire commence alors et fait grand bruit dans tout le pays tellement elle remet en cause les fondements américains. John Quincy Adams se joint à la défense des esclaves devant la Cour suprême afin d'empêcher les négriers de récupérer leur « cargaison ».
Une série télévisée produite par PBS en 1976, The Adams Chronicles, raconte l'histoire de cinq générations issues de la famille Adams.